# 專門店

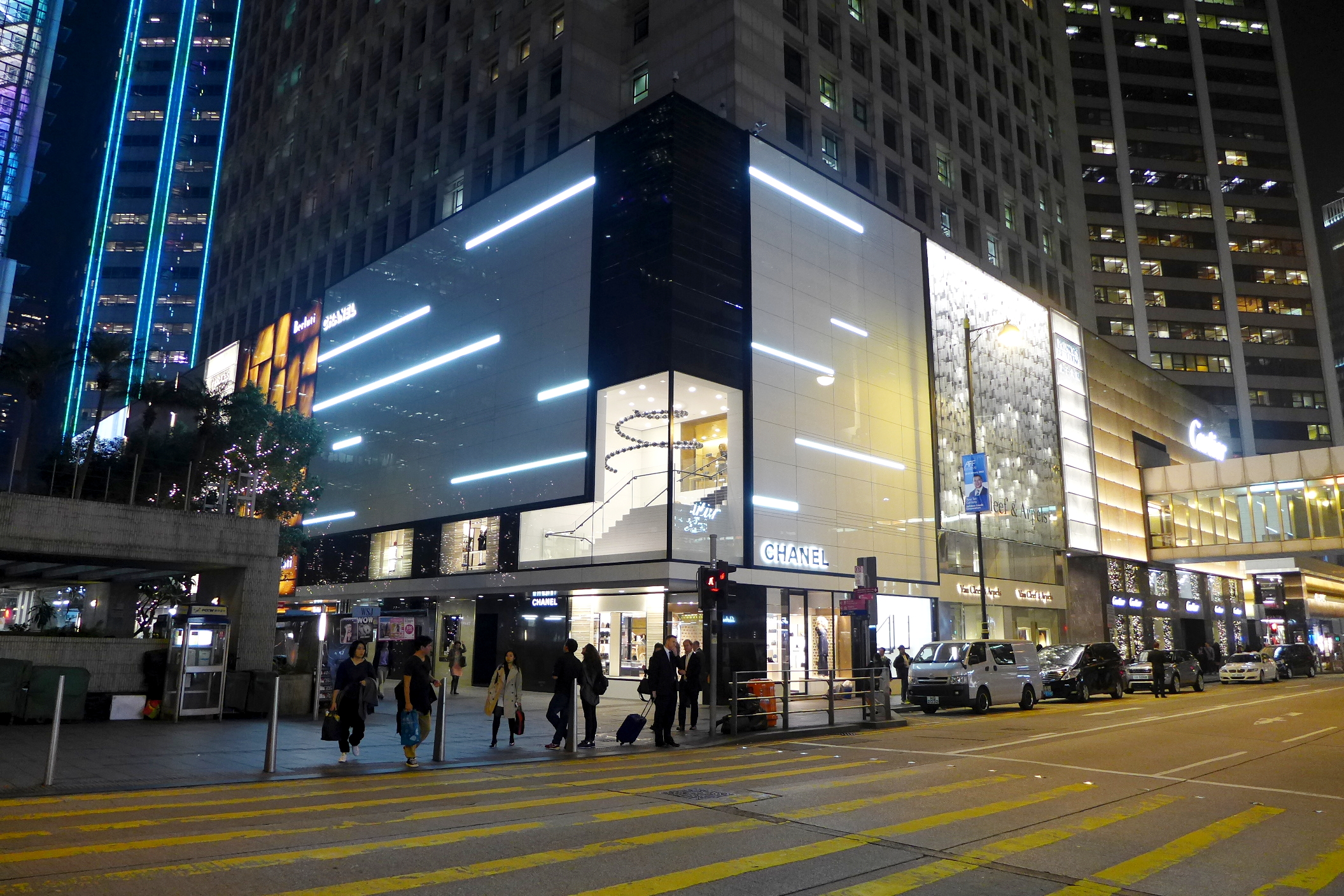
位於香港中環太子大廈的香奈兒旗艦店

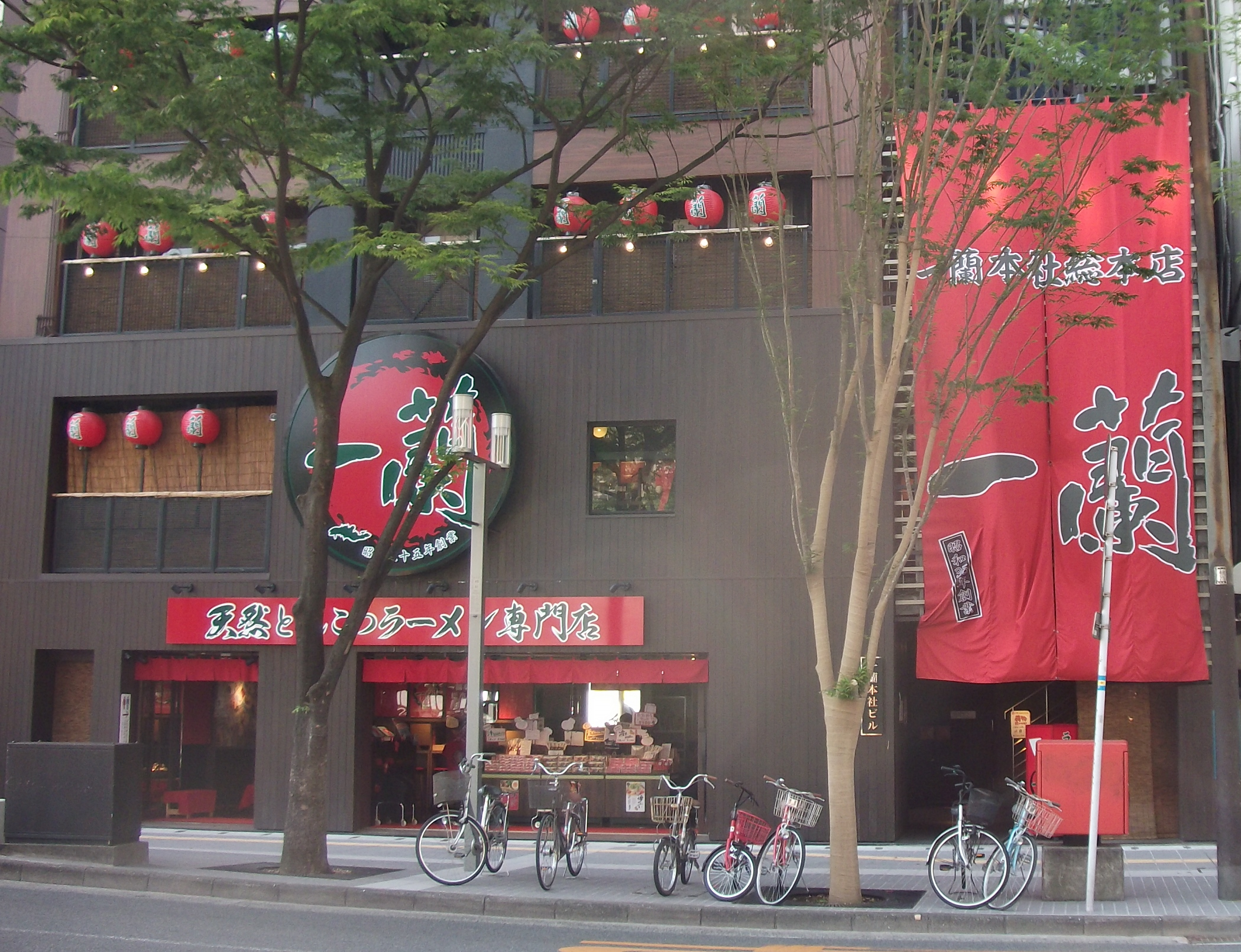
一蘭拉麵專門店（福岡市博多区）

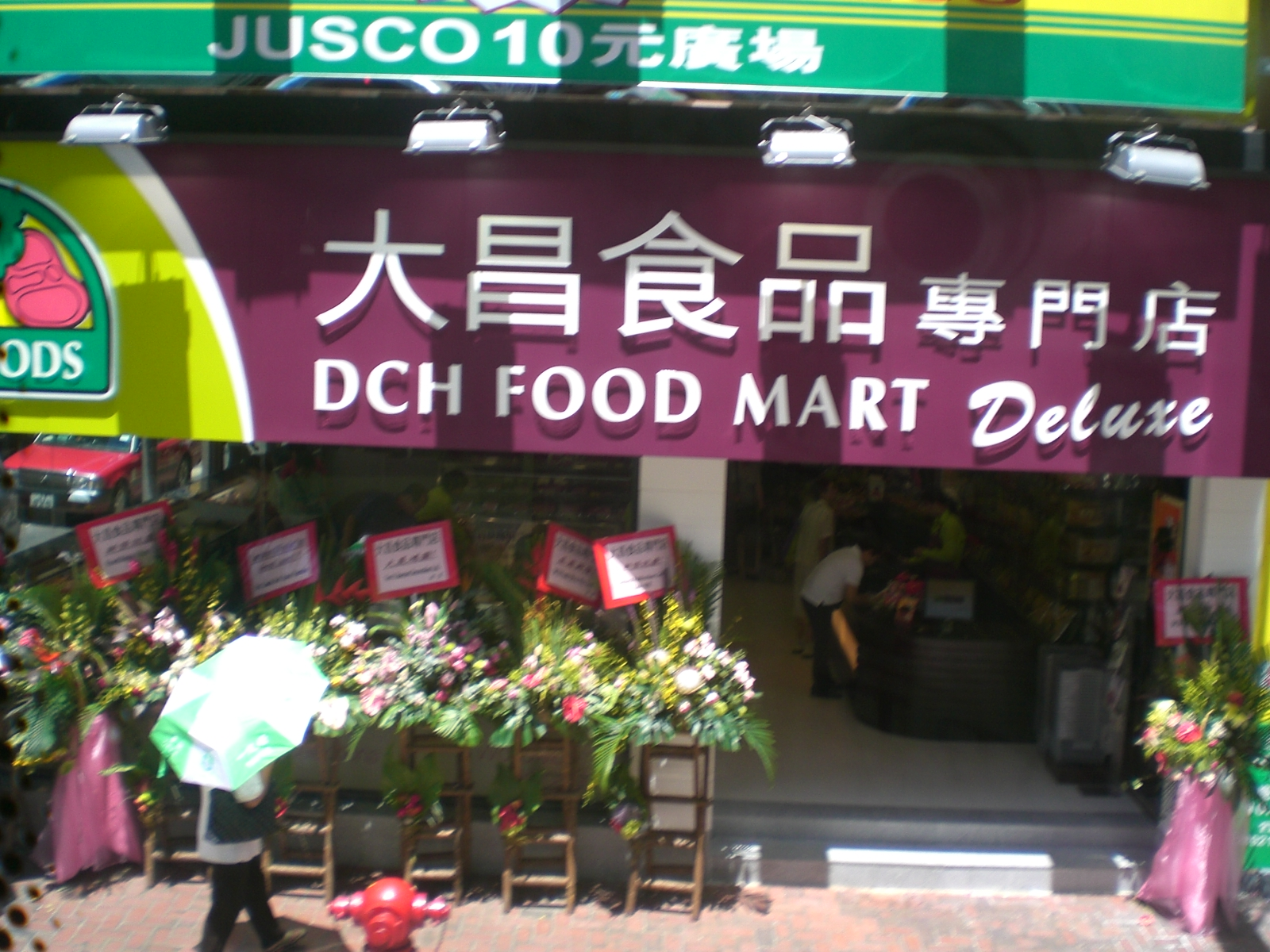
大昌食品市場位於香港島堅拿道西的專門店

專門店（Specialty store），又名專賣店，是商店的一種。其中一種專門店是指產品專一而款式多，例如手袋、時裝、球衣、運動裝備的服裝店；另一種是單一品牌的專門店，衹有其品牌的商品，可以是直營或和合作形式。其實有不少的家庭用品總代理、服裝品牌廠商及化妝品公司，都常會開設專賣櫃在各大百貨公司、商場之內。有些專門店相對於品牌的自家旗艦店。其中营业面积大而專精一類商品的专卖店叫做品類殺手（category killer），因为它们比小店商品種類多而價格又差不多因而有更大的競爭優勢。大型的連鎖店如巴諾書店、百思买和史泰博是典型的品類殺手。
此外，還有一些是食品專門店，如拉麵、燒烤肉、甜品、小食、餐館等等。